# Tidli
Tidli  (in arabo تيدلي‎?) è un centro abitato e comune rurale del Marocco situato nella provincia di Ouarzazate, regione di Drâa-Tafilalet. Conta una popolazione di 15 285 abitanti (censimento 2014).